# لازلو نيميث (كرة سلة)
الدكتور لازلو نيميث (مواليد 25 أكتوبر 1951) مدرب ولاعب كرة سلة محترف سابق مجري. درّب منتخبات أيسلندا وإنجلترا والكويت.

## المسيرة كلاعب

### مع نادي هونفيد بودابست لكرة السلة
لعب لازلو نيميث مع نادي هونفيد بودابست لكرة السلة. في 1976، اعتزل اللعب بعد إصابات متكررة في الركبة.

### مع المنتخب المجري لكرة السلة
لعب لازلو نيميث 16 مباراة مع المنتخب المجري لكرة السلة بين عامي 1969 و1976.

## المسيرة كمدرب

### مع نادي ريكيافيك لكرة السلة
درب لازلو نيميث نادي ريكيافيك لكرة السلة من عام 1988 إلى عام 1990.
في عام 1990، قاد الفريق إلى الدوري الأيسلندي لكرة السلة. كان مدربًا لأحد الفرق في كأس أيسلندا في عام 2006.

### آيسلندا
من عام 1988 إلى عام 1990، درب لازلو نيميث منتخب آيسلندا لكرة السلة، وقاده لتسجيل 7-13 والميدالية الذهبية في عام 1988.